# Matt Biondi
Matthew ("Matt") Nicholas Biondi (* 8. Oktober 1965 in Moraga) ist ein ehemaliger US-amerikanischer Schwimmer und Wasserballspieler.

## Karriere
Neben dem Schwimmen war Matt Biondi auch im Wasserballteam seiner Universitätsmannschaft aktiv. Dabei konnte er in den Jahren 1983, 1984 und 1987 die NCAA-Meisterschaften gewinnen. Internationale Erfolge feierte Biondi aber ausschließlich im Schwimmen.
Bei den Olympischen Spielen 1984 in Los Angeles gewann Matt Biondi seine erste Goldmedaille mit der US-amerikanischen 4 × 100-m-Freistilstaffel. Am 6. August 1985 verbesserte er bei einem Wettkampf in Mission Viejo gleich zweimal den Weltrekord über 100 m Freistil. Dabei unterbot er im zweiten Rennen mit 48,95 Sekunden als erster Schwimmer überhaupt die 49-Sekunden-Marke. In den folgenden Jahren verbesserte Biondi auf dieser Strecke den Weltrekord noch zweimal, das letzte Mal bei den Olympiaausscheidungen 1988 in Austin, auf 48,42 Sekunden. Diese Bestmarke sollte schließlich 6 Jahre Bestand haben, bis mit Alexander Popow eine neue Ära im 100-m-Freistilschwimmen eingeläutet wurde.
Bei den Weltmeisterschaften 1986 in Madrid gewann Matt Biondi erwartungsgemäß die 100 m Freistil. Doch neben seiner Spezialstrecke besaß Biondi auch auf anderen Strecken durchaus Medaillenchancen. So gewann er bei den Titelkämpfen, neben zwei weiteren Goldmedaillen in den Staffelwettbewerben (4 × 100 m Lagen, 4 × 100 m Freistil), auch noch Silber über die 100 m Schmetterling sowie Bronze über 50 m und 200 m Freistil. Mit der 4 × 200-m-Freistilstaffel konnte Biondi seiner umfangreichen Medaillensammlung eine weitere Bronzeplakette hinzufügen.
Bei den Olympischen Spielen 1988 in Seoul konnte Biondi neben den 100 m Freistil auch auf der halben Distanz gewinnen. Dabei ließ er nicht nur mit Tom Jager seinen ärgsten Rivalen hinter sich, gegen den er auf dieser Strecke in 14 Vergleichen zehnmal unterlag, sondern entriss diesem auch noch den Weltrekord. Hinzu kamen eine Silbermedaille über 100 m Schmetterling und Bronze über 200 m Freistil. Galt die Goldmedaille über 50 m Freistil als kleiner Überraschungserfolg, so war die Silbermedaille in der Schmetterlingsentscheidung für Biondi eine Enttäuschung. Auf dieser Strecke war er aufgrund der Abwesenheit von Weltrekordler Pablo Morales der klare Topfavorit. Bis kurz vor Ende des Rennens schien sich diese Vorhersage auch bestätigen, als der US-Amerikaner mit einer halben Körperlänge das Feld deutlich anführte. Im Glauben eines sicheren Sieges verzichtete Biondi deshalb auf den letzten Armzug und ließ sich stattdessen an den Beckenrand angleiten. Das wurde ihm letztendlich zum Verhängnis, da er noch von Anthony Nesty aus Suriname abgefangen wurde und schließlich um eine Hundertstelsekunde auf Platz zwei verwiesen wurde. Doch mit drei weiteren Goldmedaillen aus den Staffelwettbewerben gewann Biondi bei diesen Spielen die meisten Medaillen und war nach der sechsfachen Olympiasiegerin Kristin Otto aus der DDR der erfolgreichste Teilnehmer.
Im nacholympischen Jahr konzentrierte sich Matt Biondi vorrangig auf den Wasserballsport und schaffte den Sprung in die US-Nationalmannschaft. Anfang 1990 kehrte er jedoch zum Schwimmen zurück und konnte bereits im darauffolgenden Jahr bei den Weltmeisterschaften 1991 in Perth seinen Titel über 100 m Freistil erfolgreich verteidigen. Darüber hinaus gewann er über die kurze Sprintstrecke die Silbermedaille hinter Tom Jager, welcher sich mittlerweile den Weltrekord zurückgeholt hatte. Mit den beiden Sprintstaffeln gelangen Biondi zwei weitere Titelverteidigungen.
Bei den Olympischen Spielen 1992 in Barcelona konnte Matt Biondi noch zweimal Gold mit der 4 × 100-m-Freistil- und der 4 × 100-m-Lagenstaffel gewinnen, wobei er in letzterer nur im Vorlauf eingesetzt wurde. Über die Einzelstrecken blieb ihm hingegen ein weiterer Sieg verwehrt. Über 50 m Freistil gewann er zumindest noch eine Silbermedaille. Auf der 100-m-Distanz belegte Biondi als amtierender Olympiasieger und Weltrekordler Platz 5.
Biondi ist nach Michael Phelps und Mark Spitz der erfolgreichste Schwimmer in der Geschichte der Olympischen Spiele. Insgesamt gewann er bei drei Spielen acht Goldmedaillen, zwei Silbermedaillen und eine Bronzemedaille. Überdies stellte er insgesamt 13 Weltrekorde auf. In den Jahren 1985, 1986 und 1988 wurde er als US-amerikanischer Schwimmer des Jahres, 1986 und 1988 auch als Weltschwimmer des Jahres ausgezeichnet. Im Jahr 1997 wurde der 1993 vom aktiven Sport zurückgetretene Biondi in die Ruhmeshalle des internationalen Schwimmsports aufgenommen.

## Erfolge

### Olympische Spiele
- Los Angeles 1984
  - Gold: 4 × 100 m Freistilstaffel

- Seoul 1988
  - Gold: 50 m Freistil, 100 m Freistil, 4 × 100 m Freistilstaffel, 4 × 100 m Lagenstaffel, 4 × 200 m Freistilstaffel
  - Silber: 100 m Schmetterling
  - Bronze: 200 m Freistil

- Barcelona 1992
  - Gold: 4 × 100 m Freistilstaffel, 4 × 100 m Lagenstaffel
  - Silber: 50 m Freistil

### Weltmeisterschaften
- Madrid 1986
  - Gold: 100 m Freistil, 4 × 100 m Freistilstaffel, 4 × 100 m Lagenstaffel
  - Silber: 100 m Schmetterling
  - Bronze: 50 m Freistil, 200 m Freistil, 4 × 200 m Freistilstaffel

- Perth 1991
  - Gold: 100 m Freistil, 4 × 100 m Freistilstaffel, 4 × 100 m Lagenstaffel
  - Silber: 50 m Freistil

## Bestleistungen
| 50 m Freistil       | 22,09 s   | 30. Juli 1992      | Barcelona |
| 100 m Freistil      | 48,42 s*  | 10. August 1988    | Austin    |
| 200 m Freistil      | 1:47,72 s | 8. August 1988     | Austin    |
| 100 m Schmetterling | 53,01 s   | 21. September 1988 | Seoul     |

* zum Zeitpunkt der Entstehung offizieller Weltrekord